# Maccabi Netanja
Maccabi Netanja F.C. (hebrajski: מועדון כדורגל מכבי נתניה, Moadon Kaduregel Maccabi Netanja) jest izraelskim klubem piłkarskim założonym w roku 1934, mającym siedzibę w mieście Netanja.
Zespół jest jedną z najbardziej utytułowanych drużyn w historii rozgrywek Ligat ha’Al. Szczególnie duże sukcesy odnosił w latach 70. i 80. XX wieku.

## Historia
Klub Maccabi Netanja F.C. został założony w roku 1934 w Izraelu w mieście Netanja. Zespół brał udział w 48 sezonach Ligat ha’Al od czasu założenia państwa Izrael.
Maccabi Netanja początkowo występował w zielonych strojach wzbogaconych w białe paski. Od roku 1975 drużyna gra w żółto-białych trykotach.
W latach 70. i 80. rozgrywki w Izraelu nazywane były potocznie „Netanya i pozostała 15”, co związane było z silną dominacją Maccabi Netanja. W tamtym okresie większość reprezentantów Izraela pochodziła z tego klubu.
W 1978 zespół wygrał wszystko, co było do wygrania: mistrzostwo Izraela, Puchar Izraela oraz był czołową postacią w Pucharze Intertoto.
W połowie lat 90. zespół stracił swoją renomę i spadł do II ligi izraelskiej. W sezonie 2003/04 zespół ponownie spadł o klasę rozgrywkową niżej, lecz po roku powrócił do Ligat ha’Al.
W 2006 roku zespół został zakupiony przez biznesmena żydowsko-niemieckiego pochodzenia – Daniela Jammera. Od tego czasu do zespołu przybyło wielu graczy zarówno z Izraela, jak i z zagranicy.

## Sukcesy
- Mistrz Izraela:
  - 1970/71, 1973/74, 1977/78, 1979/80, 1982/83
- Puchar Izraela
  - 1978
- Superpuchar Izraela
  - 2005

## Europejskie puchary
Legenda do wszystkich tabel:
- Q – runda eliminacyjna, 1/16, 1/8, 1/4, 1/2 – odpowiednia faza rozgrywek, Grupa – runda grupowa, 1r gr – pierwsza runda grupowa, 2r gr – druga runda grupowa, F – finał, R – runda, PO – play-off
- k. – rzuty karne, los. – losowanie, Dogr. – dogrywka, w. – zasada bramek strzelonych na wyjeździe

| Sezon   | Rozgrywki               | Runda | Rywal               | Dom | Wyjazd | Ogólnie |
| ------- | ----------------------- | ----- | ------------------- | --- | ------ | ------- |
| 2007/08 | Puchar UEFA             | 2Q    | União Leiria        | 0–1 | 0–0    | 0–1     |
| 2008/09 | Puchar UEFA             | 2Q    | Czerno More Warna   | 1–1 | 0–2    | 1–3     |
| 2009/10 | Liga Europy             | 2Q    | Sliema Wanderers    | 3–0 | 0–0    | 3–0     |
| 2009/10 | Liga Europy             | 3Q    | Galatasaray SK      | 1–4 | 0–6    | 1–10    |
| 2012/13 | Liga Europy             | 2Q    | KuPS Kuopio         | 1–2 | 1–0    | 2–2, w. |
| 2022/23 | Liga Konferencji Europy | 2Q    | İstanbul Başakşehir | 0–1 | 1–1    | 1–2     |